# Abtropfbrett

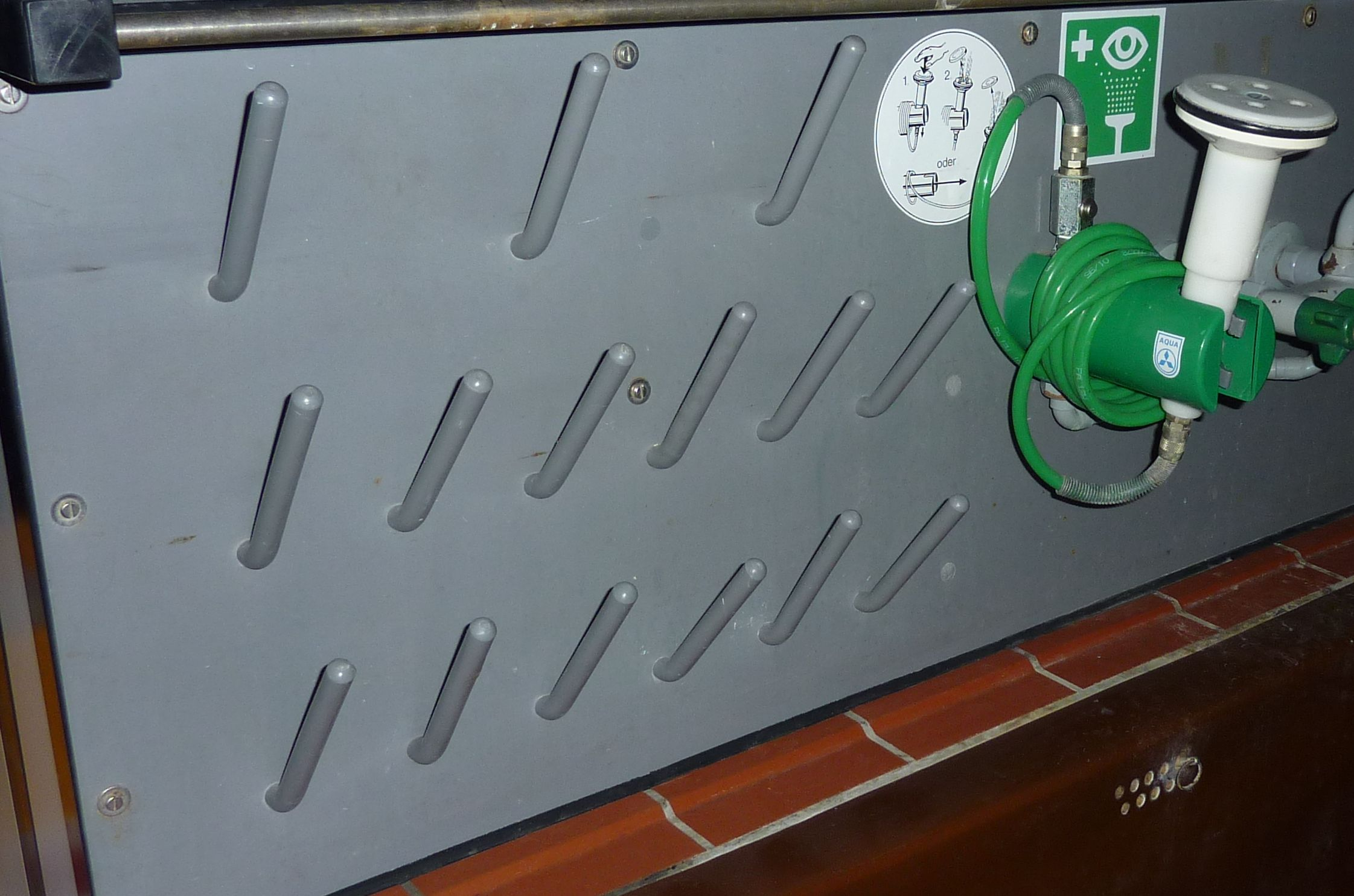
Ein fest eingebautes Abtropfbrett aus Kunststoff.

Abtropfbretter sind Laborgeräte in der Chemie oder Biologie. Sie werden aus Holz oder Kunststoff gefertigt. In diese Bretter sind schräg nach oben und parallel zueinander Stäbchen eingelassen. Die Abtropfbretter werden in chemischen oder biologischen Labors senkrecht aufgestellt und zweckmäßig über einem Wasserbecken aufgehängt. Sie dienen dem Abtropfen und Trocknen gespülter Glasgeräte.